# 錯誤により創設された男爵
錯誤により創設された男爵（英:Baronies Created By Error）は、何らかの理由により意図せずして創設されたイングランド貴族、あるいはアイルランド貴族の男爵位である。
錯誤による創設ではないが関連性が高いため、スコットランド貴族マー伯爵の事例についても触れる。

## 概要

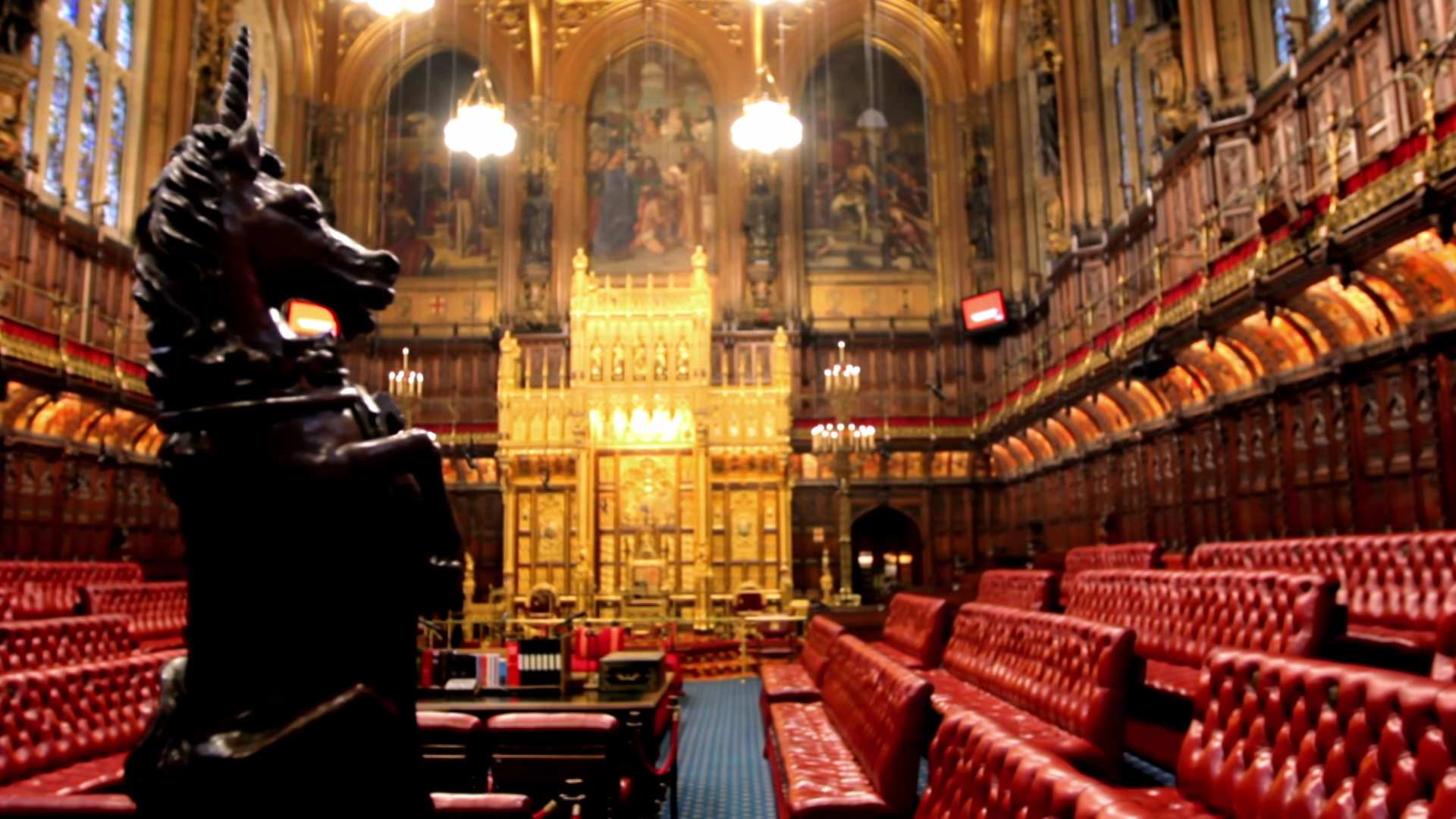
イギリス貴族院

錯誤による爵位創設が起こる典型的な例としては、貴族院に属する特権監督委員会が本来その爵位を持つ資格のない者に対して、休止 (dormant) 、停止 (abeyant) あるいは廃絶 (extinct) した爵位をいまだ保持していると誤認して、議会招集した場合がこれにあたる。この場合、結果的に議会招集によって新規に爵位が創設されたものとみなされ扱われる。また、イングランド貴族男爵の場合は自動的に貴族院に議席を持つため、ある当主の系統が途絶えて遠縁の男子が相続するたびに代数が変動することで、爵位の状態が非常に複雑化する。
ただ、1999年の貴族院改革や繰上勅書制度の廃止、加えて貴族院による爵位復活裁定の忌避などにより、現在はこうした事態が発生する可能性はかなり稀なものになっている。

## 具体的事例

### イングランド貴族

#### ウォートン男爵
貴族院は1845年にイングランド貴族ウォートン男爵 (Baron Wharton) に関して、「男爵位は女系継承を可能とする議会招集による爵位である」との裁定を下した。しかし実際は「男系継承を要求する勅許状による爵位」であったため、貴族院による誤認が生じている。その結果、保持者不在が解除されて1916年に女系子孫であるチャールズ・ケミズ＝ティントが8代男爵の地位を承継したが、これは厳密にはジョージ5世による議会召集令状に基づく連合王国貴族爵位が新規に創設されたものとされる。

#### ポーレット男爵
第3代ボルトン公爵チャールズ・ポーレット（1685年 - 1754年）が襲爵前の1717年に繰上勅書によってベイジングのポーレット男爵 (Baron Pawlett of Basing) を継承して議会招集を受けた事例。ボルトン公爵にポーレット男爵なる従属爵位は存在せず、貴族院はベイジングのセント・ジョン男爵 (Baron St.John of Basing) と誤認したものとされる。この結果、新規に議会召集令状によるグレートブリテン貴族爵位としてポーレット男爵が創設されたが、3代公が嗣子なく没したため爵位はわずか1代にして廃絶、問題は解消された。

#### パーシー男爵
第7代サマセット公アルジャーノン・シーモアが襲爵前の1722年にアニックのパーシー男爵 (Baron Percy of Alnwick) として議会招集を受けた事例がある。
1299年に創設されたこの男爵位は女系継承を認めるもので、7代公は母より承継したと考えられていたが、実際は男系継承を要求するものであったため、1670年に第5代ノーサンバーランド伯ジョスリン・パーシーの死によって廃絶していた。したがって1722年に議会招集によってパーシー男爵 (Baron Percy) が創設されたと考えられている。

#### ストレンジ男爵

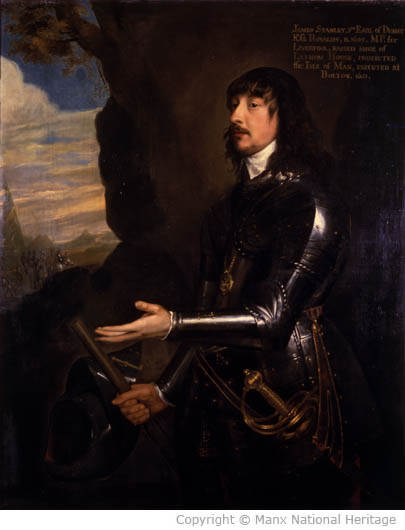
第7代ダービー伯爵ジェームズ・スタンリー

上記パーシー男爵とほとんど同様の誤認がダービー伯爵家にも発生しており、この事例ではいまだ存続する爵位の承継条件が誤認された。なお、承継条件を誤認された爵位であるノッキンのストレンジ男爵 (Barons Strange de Knockin) 、新規に創設された爵位であるストレンジ男爵 (Baron Strange) ともに現在まで続いている。

#### その他
同様の事例はクリフォード男爵 (Baron Clifford) やバーガベニー男爵 (Baron Bergavenny) などが挙げられ、いずれも古いイングランド貴族である。

### スコットランド貴族

#### マー伯爵

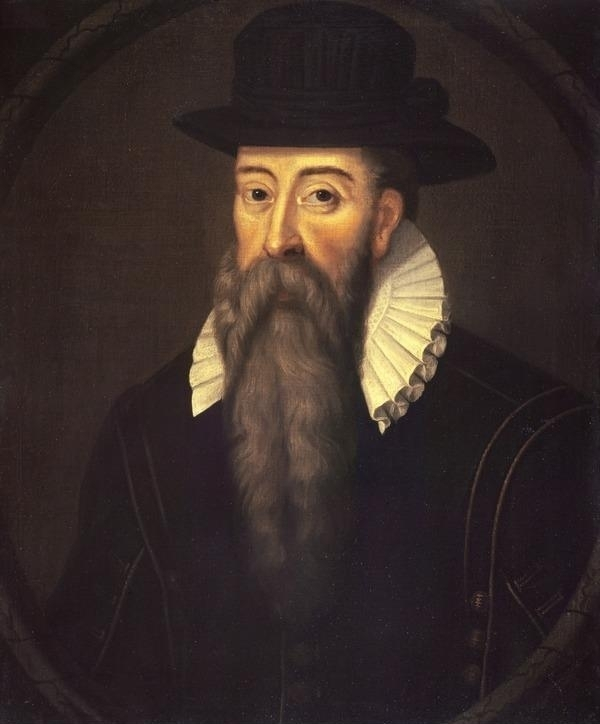
第6代アースキン卿ジョン・アースキン
彼がマー伯の叙爵を受けたことで後年問題が発生した。

マー伯爵位はその創設を中世にまで遡ることができる爵位である。種々の旧家を経て女系継承によりアースキン家に伝わっているとされており、たびたび同家よりスコットランド王室に対して爵位再授与の請求がなされていた。
その後、1562年にジェイムズ・ステュアート（? - 1570年）がマー伯爵に叙されたが、嗣子なく没したため、男系承継を求める伯爵位は廃絶した。
しかしメアリー女王は、マー伯ジェイムズの存命中の1565年6月23日、彼のいとこにあたる第6代アースキン卿ジョン・アースキン（1510年 - 1572年）に対してマー伯爵位の復活を認める勅許状を与えた。
これ以降、1875年および1885年の2度にわたって、1565年創設のマー伯爵位は中世以来の女系相続を認める爵位か、あるいは同年に新規に創設された男系継承を求める爵位かで議論が奔騰した。
その結果、1885年の議会法によって「1565年に第6代アースキン卿は中世からのマー伯位の復活を受けるとともに、その直後に別のマー伯を新規に授与された」とされた。
したがって、現在は両者ともに併存するとされてその相続人も分かれている。

### アイルランド貴族

#### ラ・プア男爵
初代ティロン伯リチャード・パワー（1630年 – 1690年）の孫娘にあたるキャサリン・パワーはアイルランド貴族院に対して、ラ・プア男爵 (Baron La Poer) の爵位回復請求を行った。その趣旨は「ニコラス・ル・プア（? - ?）が1375年、1378年および1380年にアイルランド貴族院に招集された際、ラ・プア男爵として議席を得ていたはずであるし、その子孫である祖父ティロン伯が1650年代に同議会に招集を受けた時も同様であると考えられるので、当該男爵位の爵位回復請求を行う権利がある」というものであった。これを受けて、アイルランド貴族院は1767年にキャサリンの主張を認めて、祖父ティロン伯は1650年代にラ・プア男爵として招集されたものとして同爵位の回復を認めた。
しかしながら、ニコラス・ル・プアには男系子孫がいたため、たとえ爵位が存続していたとしても、彼女が承継人にはなり得なかったうえに、祖父ティロン伯が貴族となったのは1661年に父からパワー男爵を相続したときであるため、後者の論旨にも矛盾が生じる。
こうした理由から、現在では同男爵位は貴族院による誤った裁定によって新規に創設されたものとみなされている。

### 註釈
1. ↑  1999年貴族院法によって世襲貴族が自動的に貴族院に議席を持つことはなくなったが、式部卿を世襲しているチャムリー侯爵と紋章院総裁（軍務伯）を世襲しているノーフォーク公爵を含む92人のみは議席を置くこととなった。
2. ↑  前者の現当主は第31代マー女伯爵マーガレット・アリソン・オブ・マー（1940年 - ）、後者の現当主は第14代マー伯ジェイムズ・ソーン・アースキン（1949年 - ）である。
3. ↑  パワー家は古いアイルランド貴族の爵位であるパワー男爵をもつ旧家であったが、1673年にリチャード・パワーが伯爵に陛爵していた。ただし、3代伯がジャコバイトであったため1688年に全爵位を剥奪されている。